# Chahar Burjak (huyện)
Chahar Burjak là một huyện thuộc tỉnh Nimruz, Afghanistan. Dân số thời điểm năm 1999 là 35,932 người.